# Morfu (zatoka)
Morfu (gr. Κόλπος της Μόρφου Kolpos Morfu, tur. Güzelyurt Körfezi) – zatoka Morza Śródziemnego, położona u północno-zachodnich wybrzeży Cypru (dystrykty Nikozja i Kirenia). Rozciąga się od wyspy Petra tou Limniti po zachodnią część wsi Kormakitis. Do zatoki uchodzi rzeka Karkotis. U brzegów zatoki leżą wsi Karawostasi oraz Xeros. Nazwa zatoki pochodzi od miasta Morfu, które jest położone około 7 km od jej wybrzeży. W starożytności u brzegów zatoki leżało greckie miasto Soli.